# 무창포 나들목
무창포 나들목(Muchangpo IC)은 충청남도 보령시 웅천읍 죽청리에 설치된 서해안고속도로의 18번 교차로이다. 나들목 진출입로 및 요금소는 웅천읍 구룡리와 접하고 있다. 지방도 제606호선을 통해 웅천읍내로 진출할 수 있다. 건설 당시에는 웅천 나들목이라는 가칭을 사용했다.

## 연혁
- 2000년 6월 5일 : 2001년 12월까지 웅천 나들목 신설 공사로 인해 충청남도 당진군 송악면 반촌리 ~ 서천군 종천면 산천리 101.9km 구간 도로구역 변경[1]
- 2003년 9월 8일 : 나들목 개통[2]

## 구조물 정보
- 위치: 충청남도 보령시 웅천읍 죽청리
- 영업소: 충청남도 보령시 웅천읍 무창포로 195
- 한국도로공사 보령지사: 충청남도 보령시 웅천읍 무창포로 197

## 접속하는 도로
- 지방도 제606호선 (무창포로)
- 간접 연결 : 국도 제21호선, 국도 제77호선 (충서로, 무창포삼거리 이용), 지방도 제607호선 (남포방조제로, 진등삼거리 이용)

## 교통량 정보
| 요금소          | 통행량 (대/일) | 통행량 (대/일) | 통행량 (대/일) | 통행량 (대/일) | 통행량 (대/일) | 통행량 (대/일) | 통행량 (대/일) | 통행량 (대/일) | 통행량 (대/일) | 통행량 (대/일) | 각주  |
| 요금소          | 2001년         | 2002년         | 2003년         | 2004년         | 2005년         | 2006년         | 2007년         | 2008년         | 2009년         | 2010년         | 각주  |
| --------------- | -------------- | -------------- | -------------- | -------------- | -------------- | -------------- | -------------- | -------------- | -------------- | -------------- | ----- |
| 무창포 (폐쇄식) | 미개통         | 미개통         | 816            | 994            | 1,011          | 1,055          | 1,108          | 1,126          | 1,306          | 1,402          | [ 3 ] |
| 요금소          | 2011년         | 2012년         | 2013년         | 2014년         | 2015년         | 2016년         | 2017년         | 2018년         | 2019년         |                | [ 3 ] |
| 무창포 (폐쇄식) | 1,449          | 1,488          | 1,632          | 1,746          | 1,837          | 2,007          | 2,141          | 2,039          | 2,163          |                | [ 3 ] |